# Puerto de las Nieves
Puerto de las Nieves is een vissersdorp in de gemeente Agaete aan de noordwestkust van Gran Canaria. De naam komt van het uitzicht dat men vanaf hier heeft op de in de winter met sneeuw (Spaans: Nieve) bedekte top van de vulkaan Teide op Tenerife.

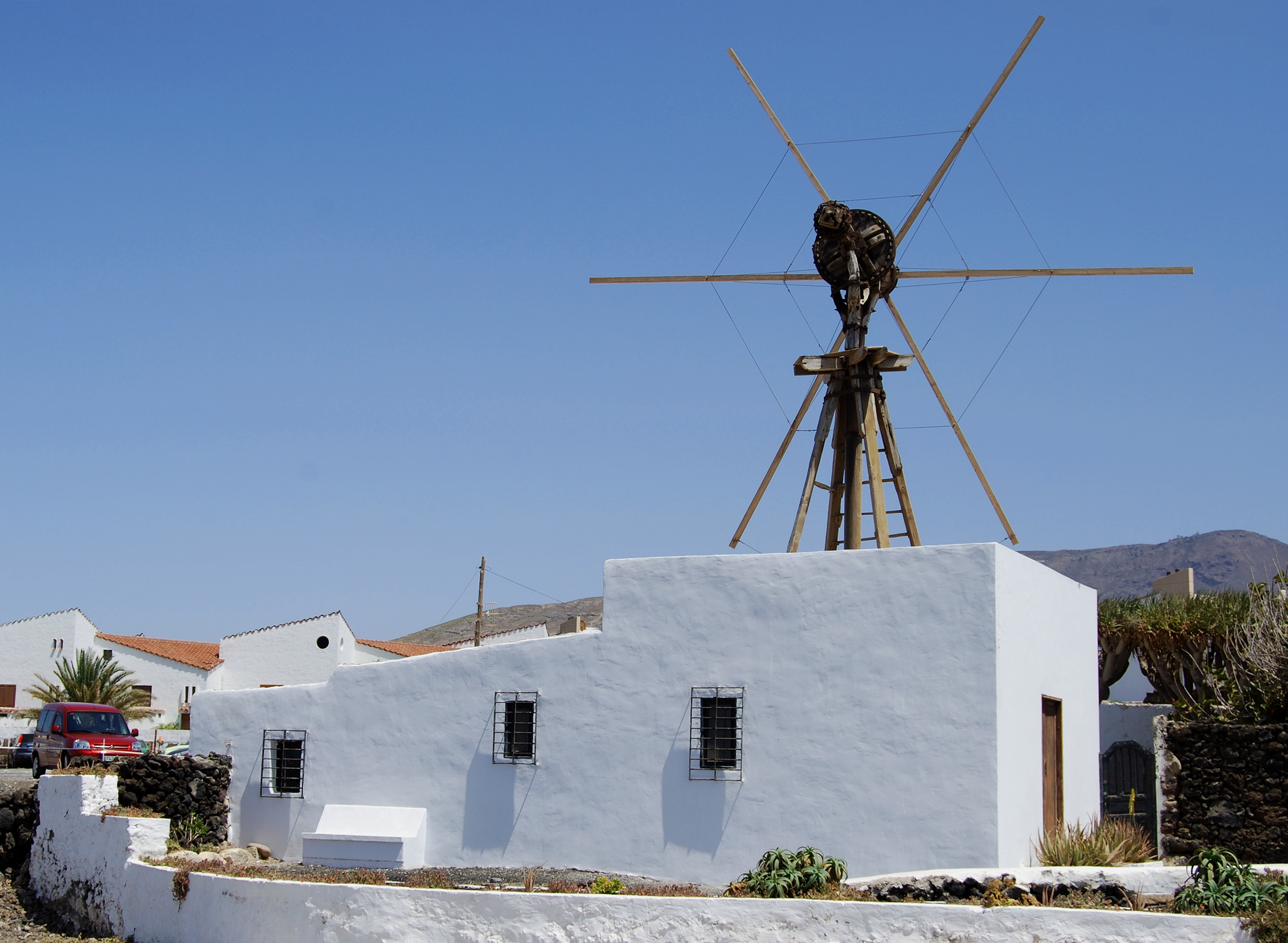
Windmolen in Puerto de las Nieves

Het kleine dorp bestaat uit blauwwitte huisjes die aan de beroemde Griekse dorpen doen denken. Het staat bekend om zijn vele visrestaurants. De twee stranden van Puerto de las Nieves bestaan uit grote zwarte kiezels. Het dorp heeft slechts ruim 500 inwoners maar is de laatste uitgegroeid tot een populaire bestemming voor dagtrips voor zowel de lokale bevolking als toeristen.
Een belangrijke bezienswaardigheid van het eiland, de Dedo de Dios (vinger van God), bevond zich hier. Dit was een rots in de vorm van een vinger die naar de hemel wees en hoog uit de zee stak. Echter, in 2005 is tijdens een tropische storm het grootste deel van deze rots afgeknapt en in zee gevallen.
Vanuit de haven vertrekken veerboten naar Tenerife. De vaartijd daarheen is ongeveer anderhalf uur.
Hoofdstad: Las Palmas de Gran Canaria

Gemeenten / gemeentelijke hoofdsteden: Agaete · Agüimes · Artenara · Arucas · Firgas · Gáldar · Ingenio · La Aldea de San Nicolás · Mogán · Moya · San Bartolomé de Tirajana · Santa Brígida · Santa Lucía de Tirajana · Santa María de Guía de Gran Canaria · Tejeda · Telde · Teror · Valleseco · Valsequillo de Gran Canaria · Vega de San Mateo

Overige plaatsen: Arguineguín · Fataga · Maspalomas · Playa del Inglés · Puerto de las Nieves · Puerto de Mogán · Puerto Rico · San Agustín